# Staustufe Lauffen
Die Staustufe Lauffen in der Stadt Lauffen am Neckar liegt am oberen Ende eines etwa 0,8 km langen, engen Schleusenkanals (Lauffener Kanal) und besteht in Fließrichtung des Neckars aus einer Doppelschleuse am rechten Ufer, einem dreifeldrigen Wehr und einem Kraftwerk am linken Ufer. Unmittelbar unterhalb der Schleuse kreuzt eine Straßenbrücke (B 27) den Neckar. In der rechten Schleusenkammer wurde 1982 das Untertor und 1986 das Obertor ertüchtigt. Der Wandbeton sowie die Antriebe und die Elektrotechnik stammen noch aus der Bauzeit und wurden nicht verändert.

## Geschichte
Die Beauftragung für den Bau der linken Schleusenkammer, des Kraftwerkes, des Wehrs und des stromabwärts zur Schleuse gelegenen Schifffahrtskanals erfolgte 1938. Die vertragsgemäße Fertigstellung war ursprünglich für Dezember 1940 vorgesehen. Durch kriegsbedingte Einflüsse mussten die Bauarbeiten jedoch eingestellt werden. 1948 wurden die Restarbeiten vergeben. Die Schleuse konnte 1951 für den Verkehr freigegeben werden. Die Verkehrsfreigabe der rechten Schleusenkammer konnte nach Fertigstellung des zweiten Bauabschnitts im Jahre 1962 erfolgen.

## Bauvorhaben

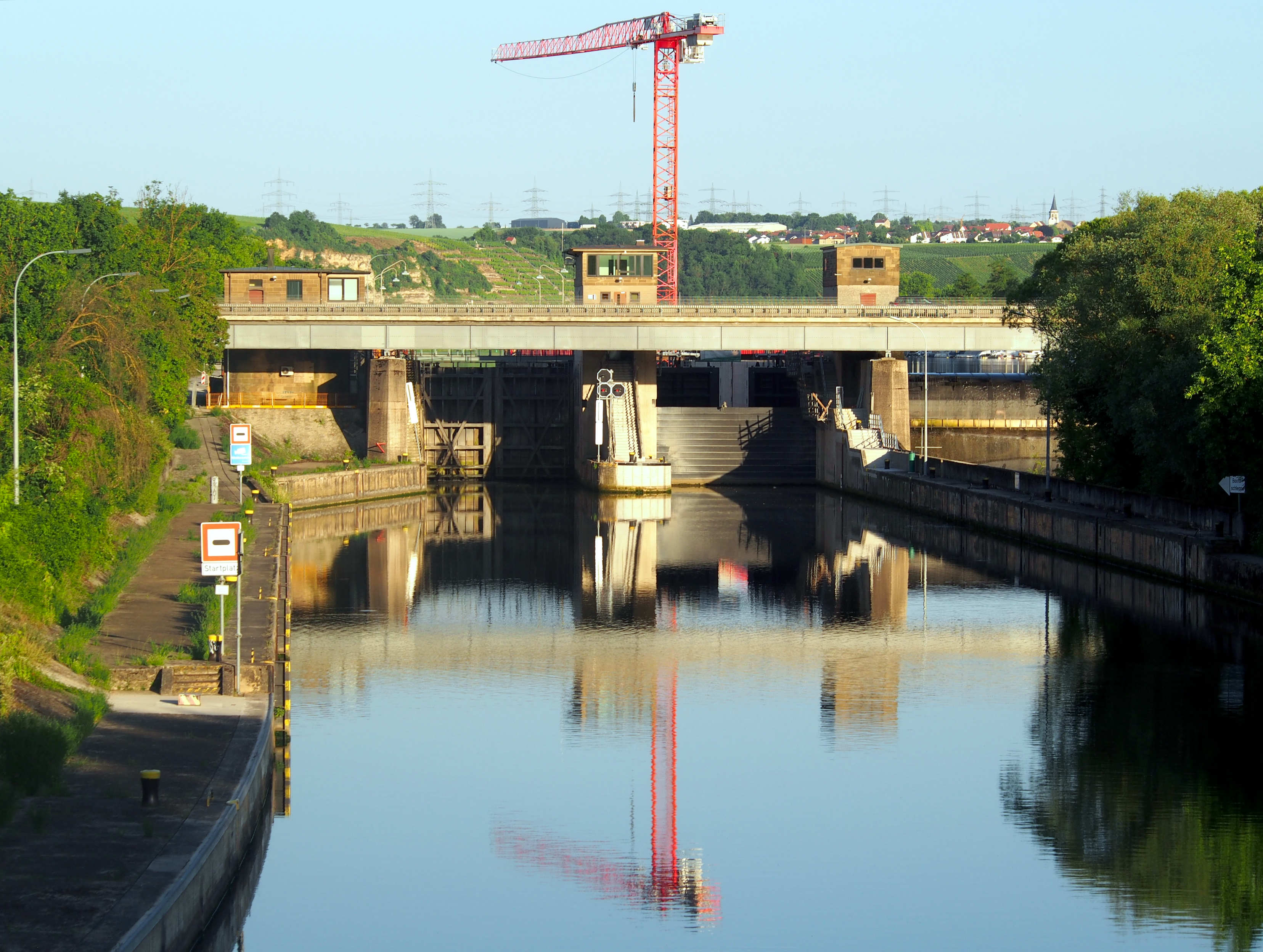
Bauarbeiten 2022

Die Betonwände der linken Schleusenkammer wurden seit der Bauzeit 1951 nicht überholt und sind daher sanierungsbedürftig. Im Rahmen der Grundinstandsetzung der linken Schleusenkammer wurden hierbei die bestehenden, schadhaften Betonwände 0,40 m tief abgefräst und anschließend mit einer gleich starken Betonschicht versehen. Neue standardisierte Stemmtore ersetzten die sich in einem schlechten Zustand befindenden Tore am Ober- und Unterhaupt. In dem Zusammenhang wurden Antriebs- und Steuerungstechnik auf den neuesten Stand der Technik gebracht. Die Antriebshäuser wurden angepasst bzw. neu gebaut. Die Baumaßnahme umfasste des Weiteren die Erneuerung der Stoßschutzanlage am Unterhaupt, die eine Schiffsanfahrung an das Untertor verhindert, und die Ertüchtigung der Kammerausrüstung (Leitern, Poller, Schutzeinrichtungen, Revisionsverschlüsse und Kabelkanäle). Um die neue und umfangreiche Technik unterzubringen, erfolgte ein Neubau eines Betriebshauses an Land. An Land wurde ein Kranstellplatz für das Ein- und Ausheben der Tore erstellt. Das Bauvorhaben fand Mitte 2013 und 2018 statt.

## Lage
Die Staustufe ist vom Rhein aus gesehen die 14. Anlage.